# 융안구

융안 구의 위치

융안구(한국어: 영안구, 중국어: 永安區, 병음: Yǒng'ān Qū)는 중화민국 가오슝시의 구이다. 넓이는 22.6141km2이고, 인구는 2015년 8월 기준으로 14,126명이다.

## 지리
융안 구는 가오슝시 북서부에 위치하고 북쪽은 체딩 구와, 동쪽은 강산 구와, 동북쪽은 루주 구와, 남쪽은 미퉈 구와 각각 접하고 서쪽은 타이완 해협에 접하고 있다. 향내에는 타이완 전력의 싱다 화력 발전소 및 중국 석유의 천연가스 시설이 존재해 타이완 남부의 에너지 공급지로서의 지위를 점하고 있다.
융안 구는 평원 지형에 속하고 동쪽은 지세가 약간 높아지고 있다. 해안선에는 석호가 퍼져있으며 맹그로브가 군생하고 있다.

## 역사
융안 구는 해안선에 맹그로브가 군생하고 있어 예전에는 오림수(烏林樹)로 불렸다. 또 죽자항(竹仔港)이라는 별칭을 가지고 있다. 1920년의 타이완의 지방제 개편 때 다카오 주 오카야마 군 미다 장에 속했다. 2차 대전 후에는 가오슝 현 미퉈 향이었지만 1950년에 분할되어 융안 향이 설치되어 현재에 이르고 있다.

## 같이 보기
- 가오슝시